# Colin Buchanan (acteur)
Pour les articles homonymes, voir Colin Buchanan (homonymie) et Buchanan.
 (septembre 2019).
Colin Buchanan (né le 1966) est un acteur écossais qui est surtout connu pour jouer le détective Peter Pascoe dans la série télévisée de la BBC Dalziel et Pascoe qui a commencé en mars 1996 et a couru jusqu'en juin 2007. 

## Sources
- (en) Cet article est partiellement ou en totalité issu de l’article de Wikipédia en anglais intitulé « Colin Buchanan (actor) » (voir la liste des auteurs).